# مليح
مليح (الاسم العلمي: Aizoanthemum)، جنس نباتات صغيرة من فصيلة الديمومية، مهدها ناميبيا وأنغولا. لديها فقط 5 أنواع. قبل تصنيفها في جنس خاص، كانت تعتبر هذه الأنواع جنيس من الدعاع. اسم الجنس يأتي من اليونانية "anthemon" (المُزهرة) و(Aizo) للتشبيه بجنس الدعاع.